# الخلافية (كعيدنة)

تعديل مصدري - تعديل

الخلافية هي إحدى قرى عزلة أسلم ناشر بمديرية كعيدنة التابعة لمحافظة حجة، بلغ تعداد سكانها 326 نسمة حسب تعداد اليمن لعام 2004.